# Villiers-lès-Aprey
Pour les articles homonymes, voir Villiers.
Villiers-lès-Aprey est une commune française située dans le département de la Haute-Marne, en région Grand Est.

## Géographie

### Localisation

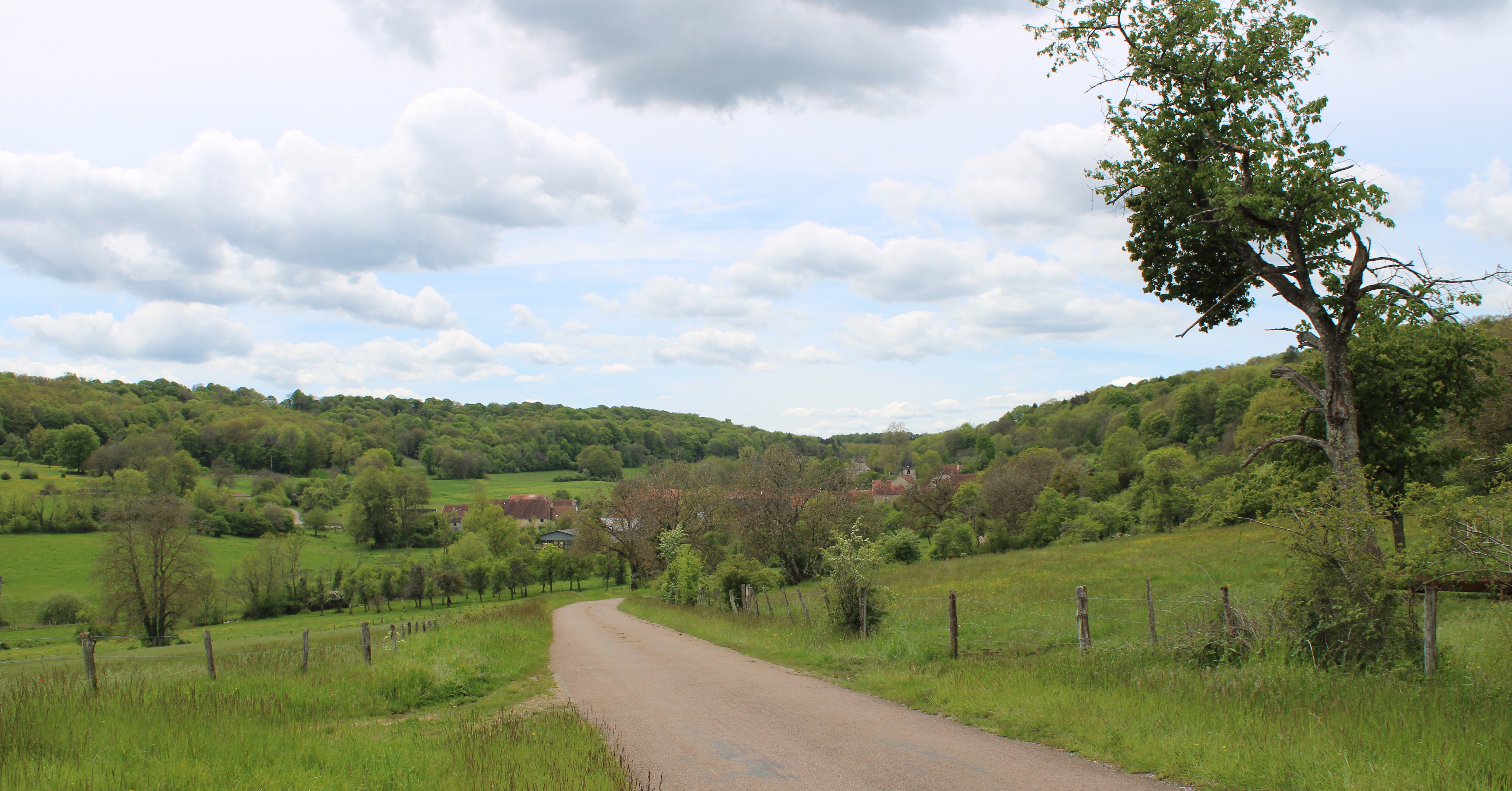
Panorama du village niché au fond de la vallée du ruisseau d'Anjeurres.

Villiers-lès-Aprey se situe à 18 km au sud-ouest de Langres.

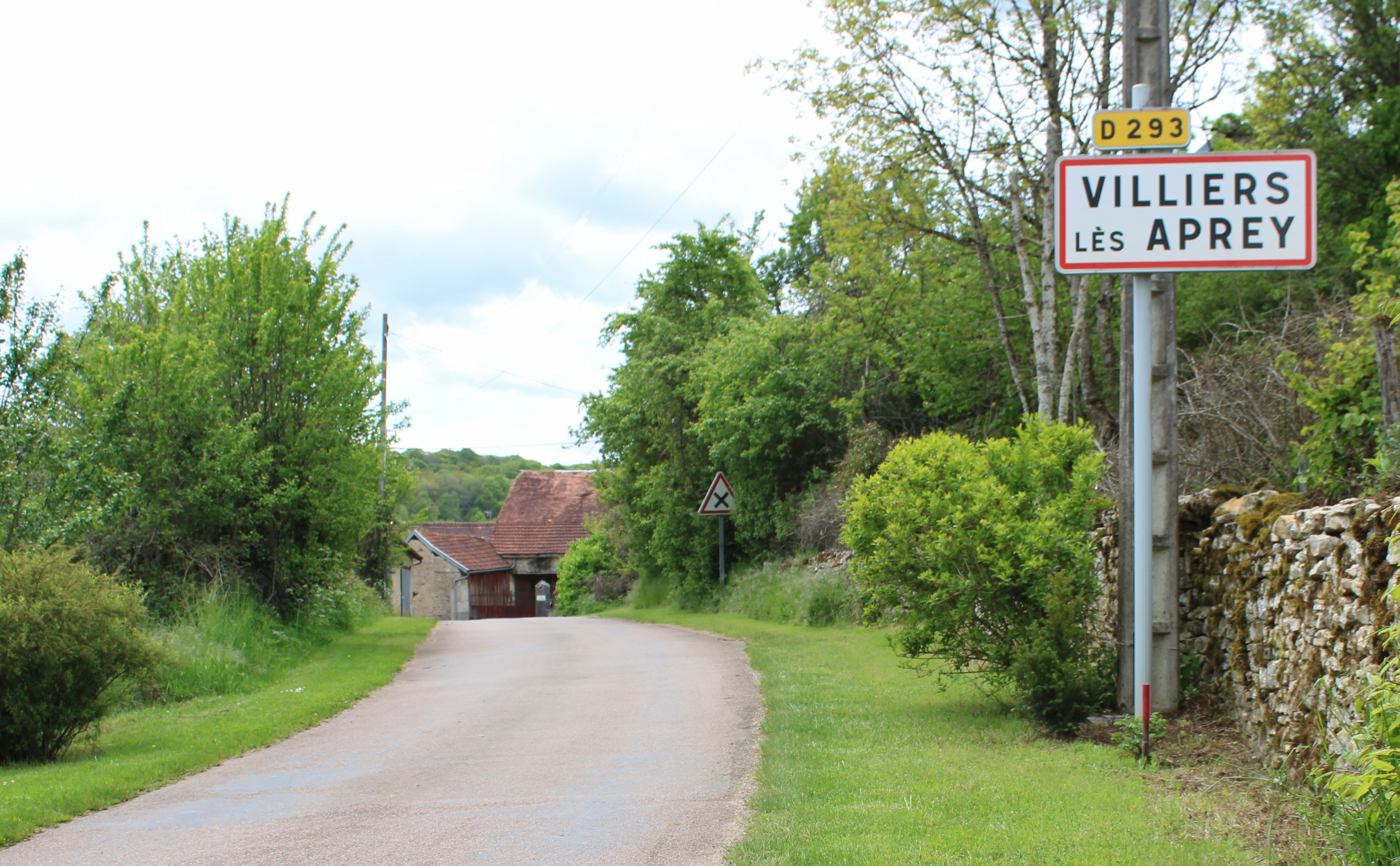
Entrée du village.

|           | Aprey              | Flagey  |
|           | Villiers-lès-Aprey | Baissey |
| Aujeurres | Leuchey            |         |

### Hydrographie
La commune est dans le bassin versant de la Saône au sein du bassin Rhône-Méditerranée-Corse. Elle est drainée par la Vingeanne, le ruisseau d'Anjeurres et le ruisseau de Leuchey.
La Vingeanne, d'une longueur de 93 km, prend sa source dans la commune de Aprey et se jette  dans la Saône à Heuilley-sur-Saône, après avoir traversé 30 communes. 

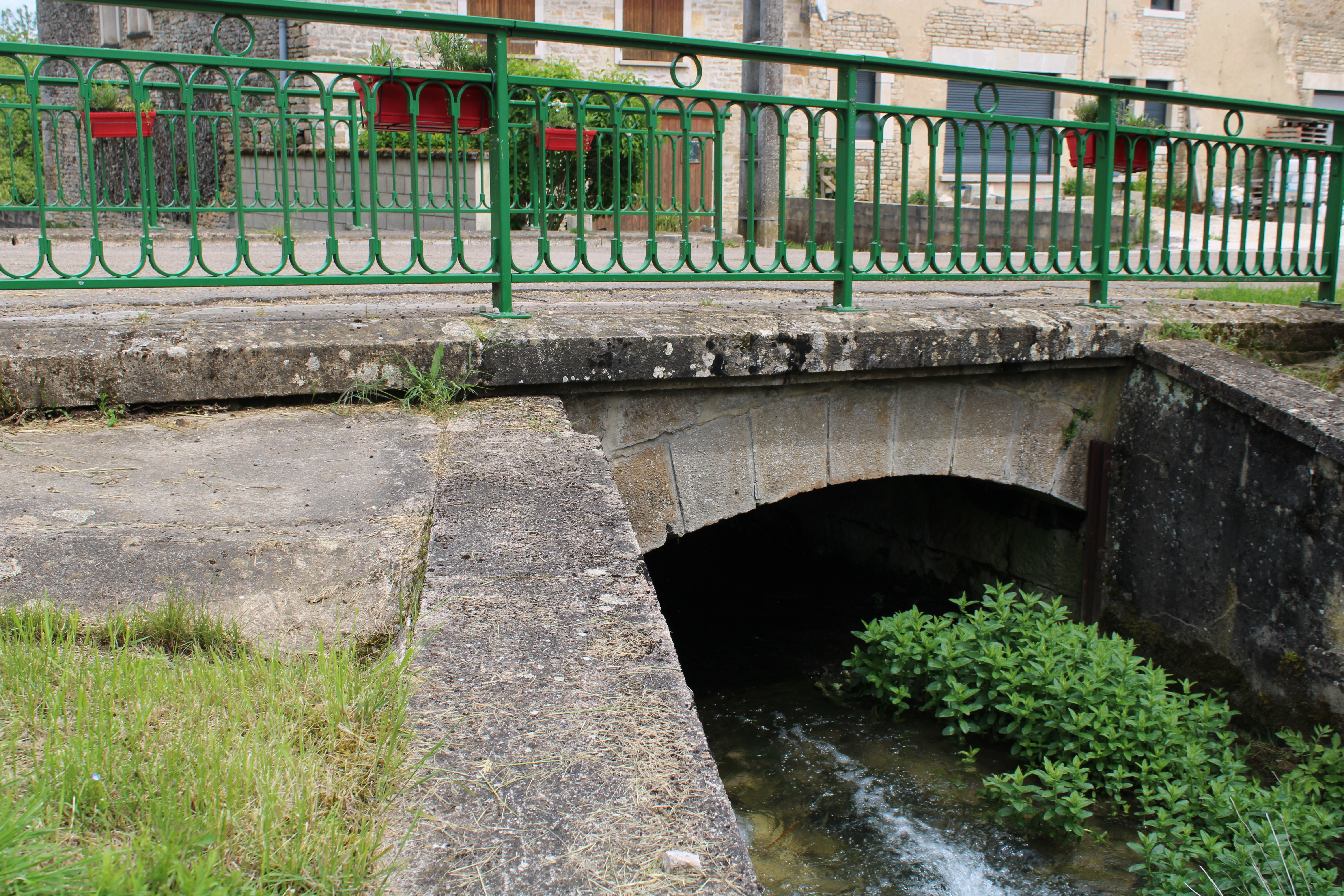
Le pont sur le ruisseau d'Aujeurres au centre du village.
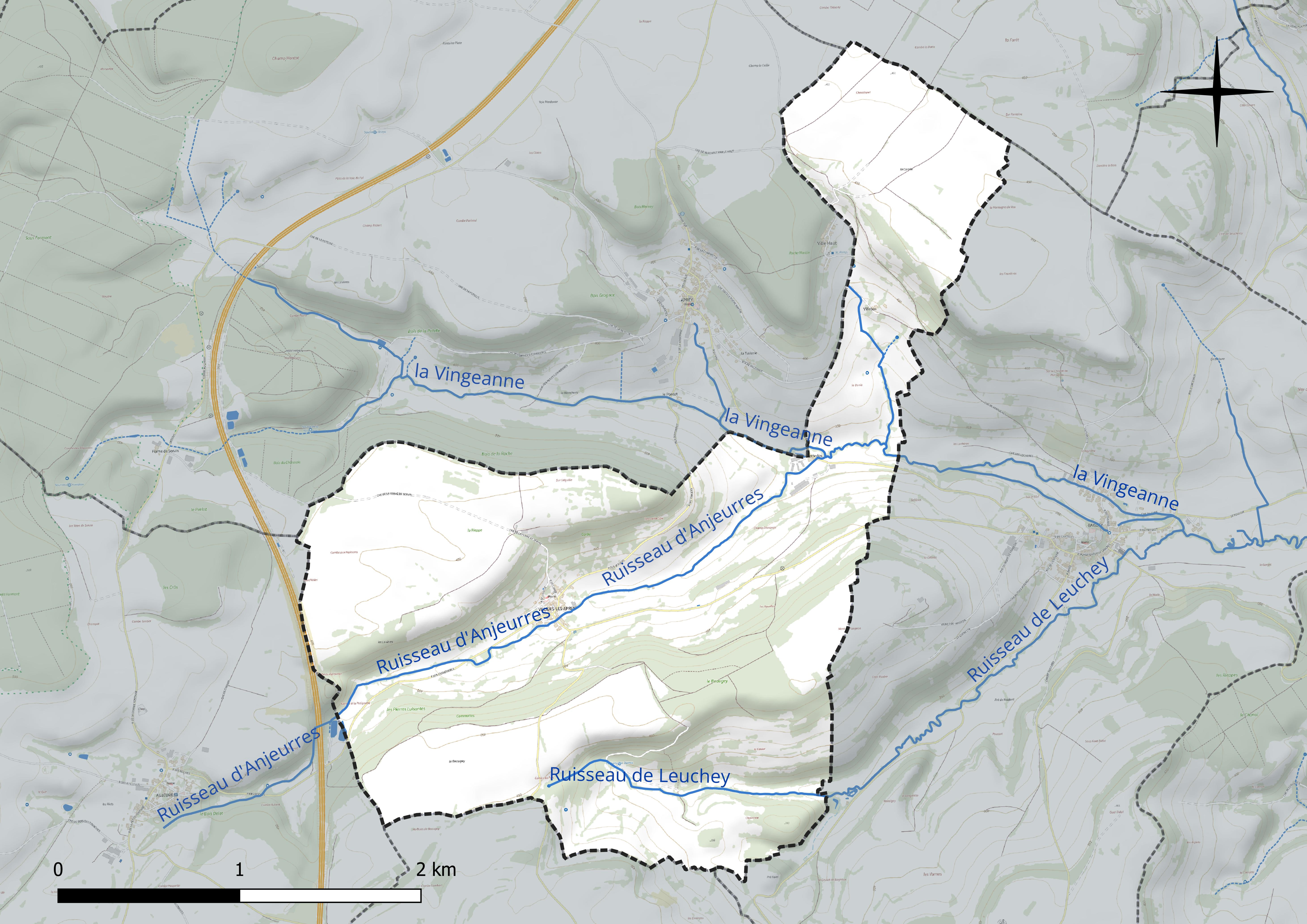
Réseau hydrographique de Villiers-lès-Aprey.

### Climat
Pour des articles plus généraux, voir Climat du Grand Est et Climat de la Haute-Marne.
En 2010, le climat de la commune est de type climat des marges montargnardes, selon une étude du Centre national de la recherche scientifique s'appuyant sur une série de données couvrant la période 1971-2000. En 2020, Météo-France publie une typologie des climats de la France métropolitaine dans laquelle la commune est exposée à un climat océanique altéré et est dans la région climatique  Lorraine, plateau de Langres, Morvan, caractérisée par un hiver rude (1,5 °C), des vents modérés et des brouillards fréquents en automne et hiver. 
Pour la période 1971-2000, la température annuelle moyenne est de 9,7 °C, avec une amplitude thermique annuelle de 16,8 °C. Le cumul annuel moyen de précipitations est de 936 mm, avec 13,4 jours de précipitations en janvier et 8,4 jours en juillet. Pour la période 1991-2020, la température moyenne annuelle observée sur la station météorologique de Météo-France la plus proche, « Auberive_sapc », sur la commune d'Auberive à 12 km à vol d'oiseau, est de 9,7 °C et le cumul annuel moyen de précipitations est de 943,1 mm. 
La température maximale relevée sur cette station est de 39,3 °C, atteinte le 25 juillet 2019 ; la température minimale est de −22,6 °C, atteinte le 20 décembre 2009,,. 
Les paramètres climatiques de la commune ont été estimés pour le milieu du siècle (2041-2070) selon différents scénarios d'émission de gaz à effet de serre à partir des nouvelles projections climatiques de référence DRIAS-2020. Ils sont consultables sur un site dédié publié par Météo-France en novembre 2022.

## Urbanisme

### Typologie
Au 1er janvier 2024, Villiers-lès-Aprey est catégorisée commune rurale à habitat très dispersé, selon la nouvelle grille communale de densité à sept niveaux définie par l'Insee en 2022.
Elle est située hors unité urbaine. Par ailleurs la commune fait partie de l'aire d'attraction de Langres, dont elle est une commune de la couronne,. Cette aire, qui regroupe 77 communes, est catégorisée dans les aires de moins de 50 000 habitants,.

### Occupation des sols
L'occupation des sols de la commune, telle qu'elle ressort de la base de données européenne d’occupation biophysique des sols Corine Land Cover (CLC), est marquée par l'importance des territoires agricoles (75,1 % en 2018), une proportion sensiblement équivalente à celle de 1990 (75,6 %). La répartition détaillée en 2018 est la suivante : 
terres arables (33,2 %), prairies (32,6 %), forêts (24,9 %), zones agricoles hétérogènes (9,2 %). L'évolution de l’occupation des sols de la commune et de ses infrastructures peut être observée sur les différentes représentations cartographiques du territoire : la carte de Cassini (XVIIIe siècle), la carte d'état-major (1820-1866) et les cartes ou photos aériennes de l'IGN pour la période actuelle (1950 à aujourd'hui).

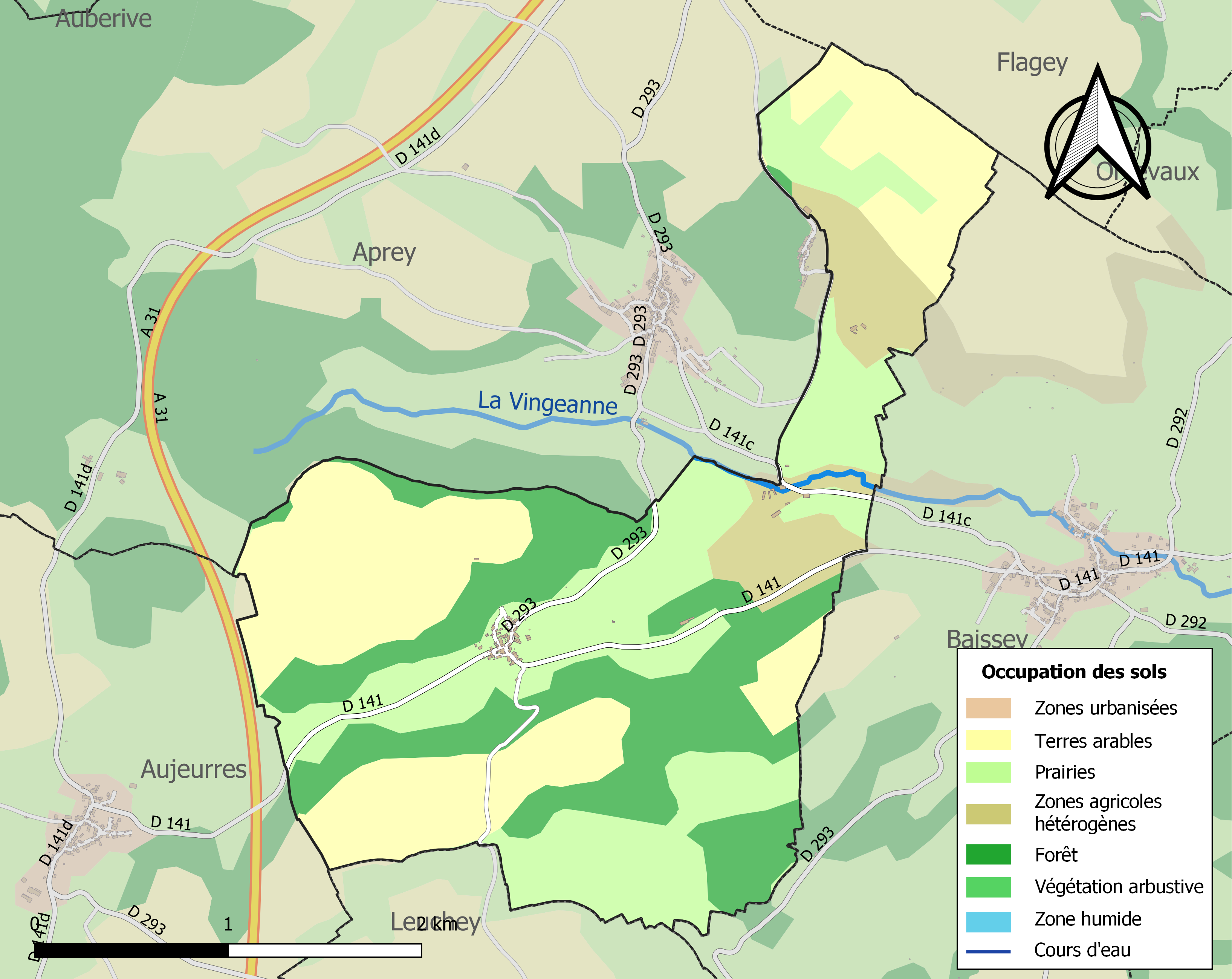
Carte des infrastructures et de l'occupation des sols de la commune en 2018 (CLC).

## Carte de Cassini
|  |  |

La carte de Cassini ci-dessus montre qu'au XVIIIè siècle, Villiers-lès-Aprey est une paroisse située sur la rive gauche du ruisseau d'Aujeurres. 

Trois moulins, représentés par une roue dentée, fonctionnaient à l'époque sur le cours du ruisseau: Le Moulin-Petit près de la source, Le moulin d'en-bas dans le village et Le Moulin-d'en-Haut en aval.

A cette époque, le village était beaucoup plus peuplé qu'aujourd'hui 190 habitants contre 45 actuellement.

## Politique et administration

### Liste des maires

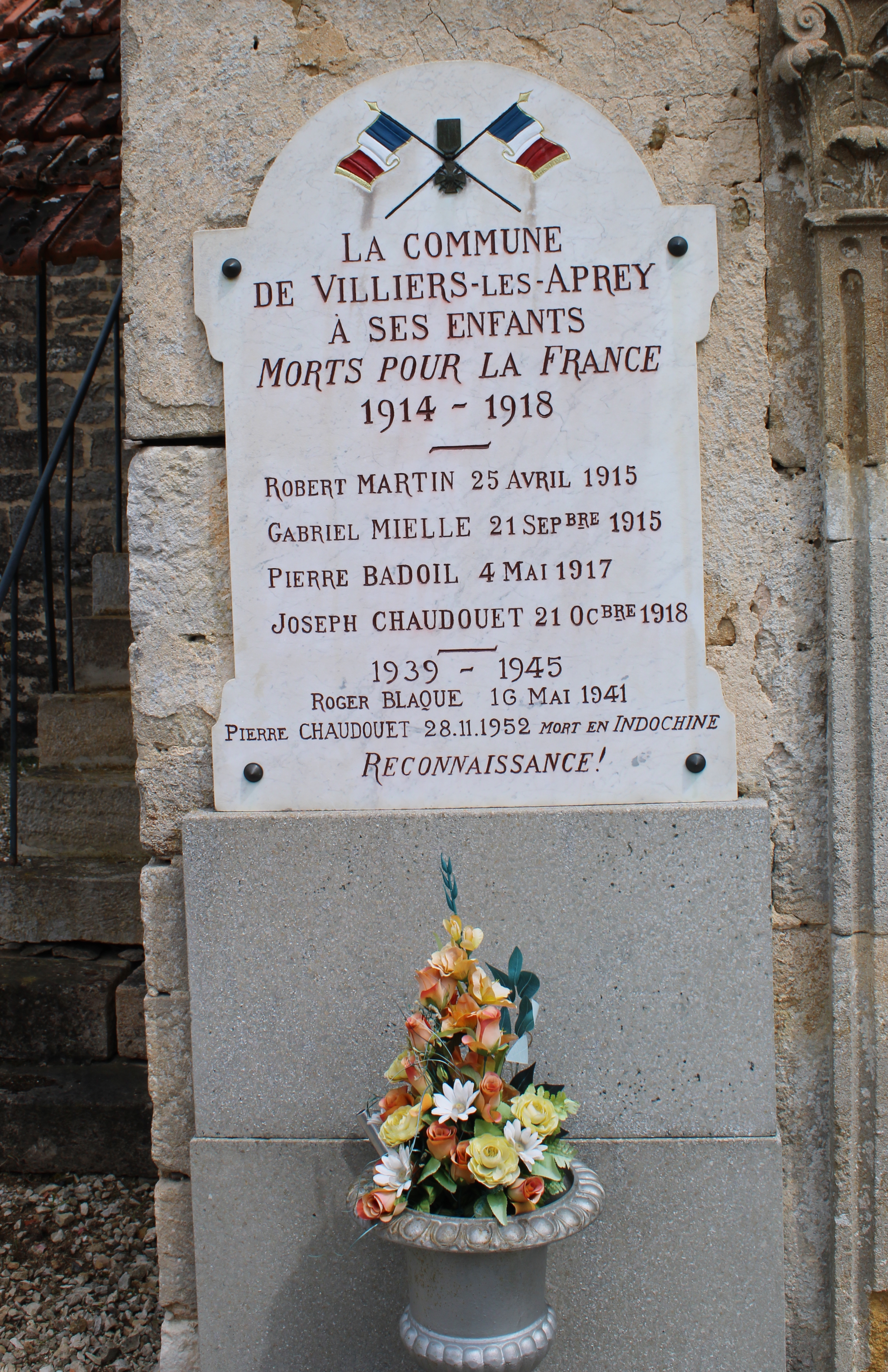
Plaque monument aux morts sur la façade de l'église.

| Période                                  | Période  | Identité        | Étiquette | Qualité |
| ---------------------------------------- | -------- | --------------- | --------- | ------- |
| Les données manquantes sont à compléter. |          |                 |           |         |
| mars 2001                                | 2014     | Henri Chaudouet |           |         |
| 2014                                     | En cours | Pierre Poinsot  |           |         |

## Population et société

### Démographie
L'évolution du nombre d'habitants est connue à travers les recensements de la population effectués dans la commune depuis 1793. Pour les communes de moins de 10 000 habitants, une enquête de recensement portant sur toute la population est réalisée tous les cinq ans, les populations de référence des années intermédiaires étant quant à elles estimées par interpolation ou extrapolation. Pour la commune, le premier recensement exhaustif entrant dans le cadre du nouveau dispositif a été réalisé en 2007.

En 2022, la commune comptait 47 habitants, en évolution de +2,17 % par rapport à 2016 (Haute-Marne : −4,62 %, France hors Mayotte : +2,11 %).
| 1793 | 1800 | 1806 | 1821 | 1831 | 1836 | 1841 | 1846 | 1851 |
| ---- | ---- | ---- | ---- | ---- | ---- | ---- | ---- | ---- |
| 188  | 189  | 224  | 210  | 171  | 188  | 180  | 172  | 186  |

| 1856 | 1861 | 1866 | 1872 | 1876 | 1881 | 1886 | 1891 | 1896 |
| ---- | ---- | ---- | ---- | ---- | ---- | ---- | ---- | ---- |
| 174  | 178  | 163  | 145  | 136  | 159  | 130  | 127  | 117  |

| 1901 | 1906 | 1911 | 1921 | 1926 | 1931 | 1936 | 1946 | 1954 |
| ---- | ---- | ---- | ---- | ---- | ---- | ---- | ---- | ---- |
| 101  | 99   | 104  | 86   | 97   | 94   | 92   | 75   | 65   |

| 1962 | 1968 | 1975 | 1982 | 1990 | 1999 | 2006 | 2007 | 2012 |
| ---- | ---- | ---- | ---- | ---- | ---- | ---- | ---- | ---- |
| 59   | 47   | 46   | 45   | 48   | 38   | 35   | 35   | 44   |

| 2017 | 2022 | - | - | - | - | - | - | - |
| ---- | ---- | - | - | - | - | - | - | - |
| 45   | 47   | - | - | - | - | - | - | - |

## Économie
- Exploitations agricoles.

## Culture locale et patrimoine

### Lieux et monuments
- L'église paroissiale Notre-Dame[18],[19].

## Galerie

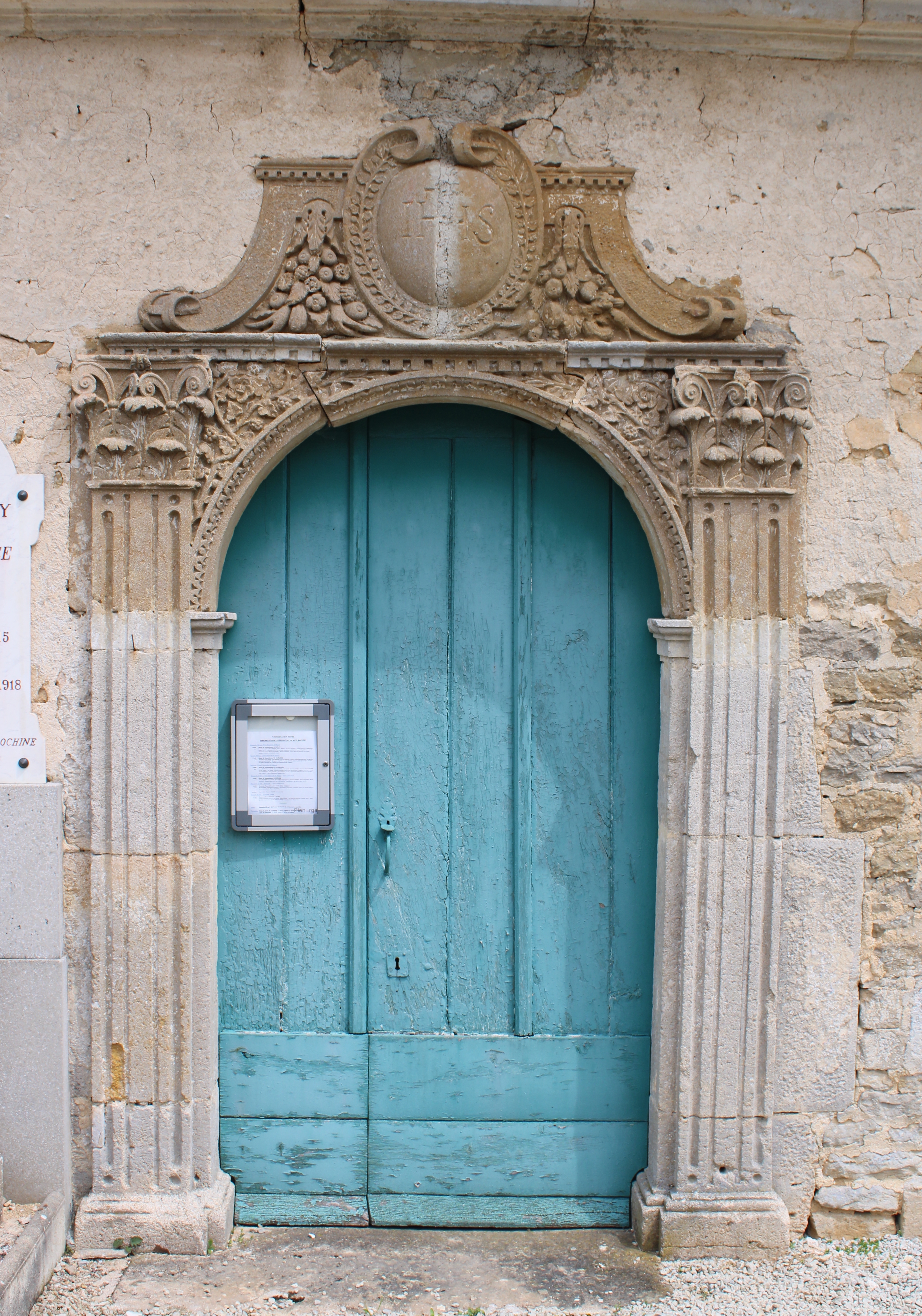
Le portail de l'église.
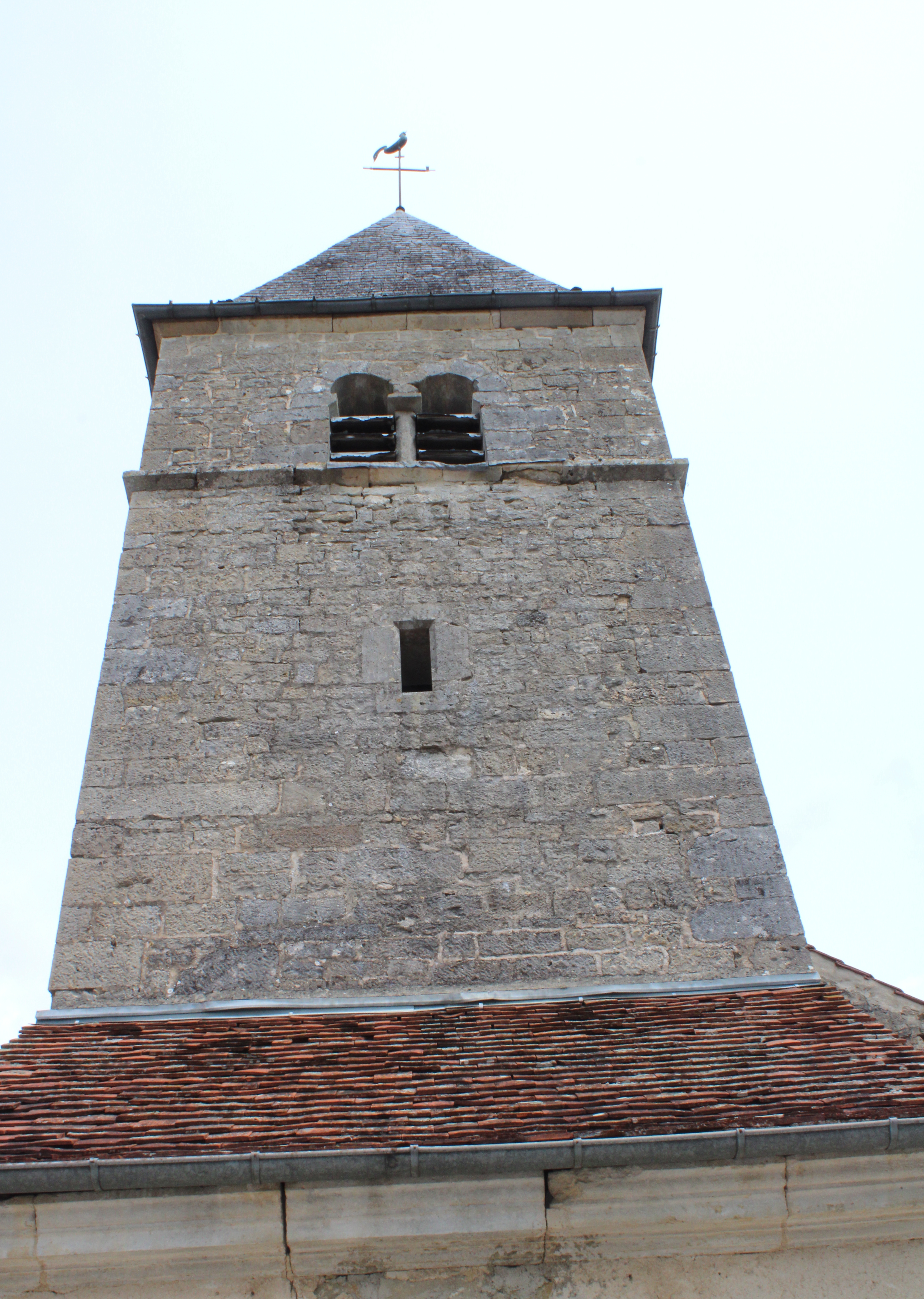
Le clocher de l'église.
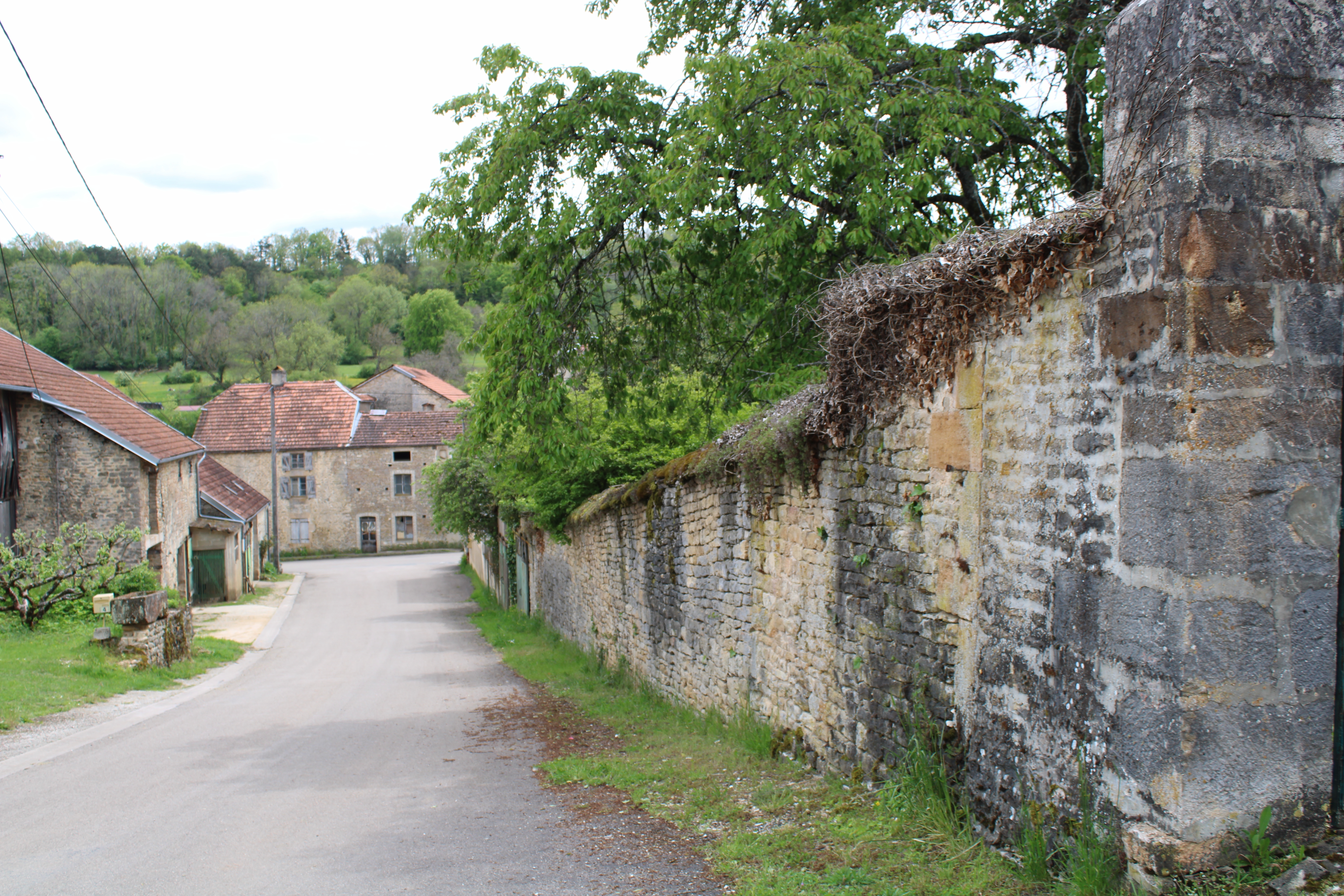
Vue du village.
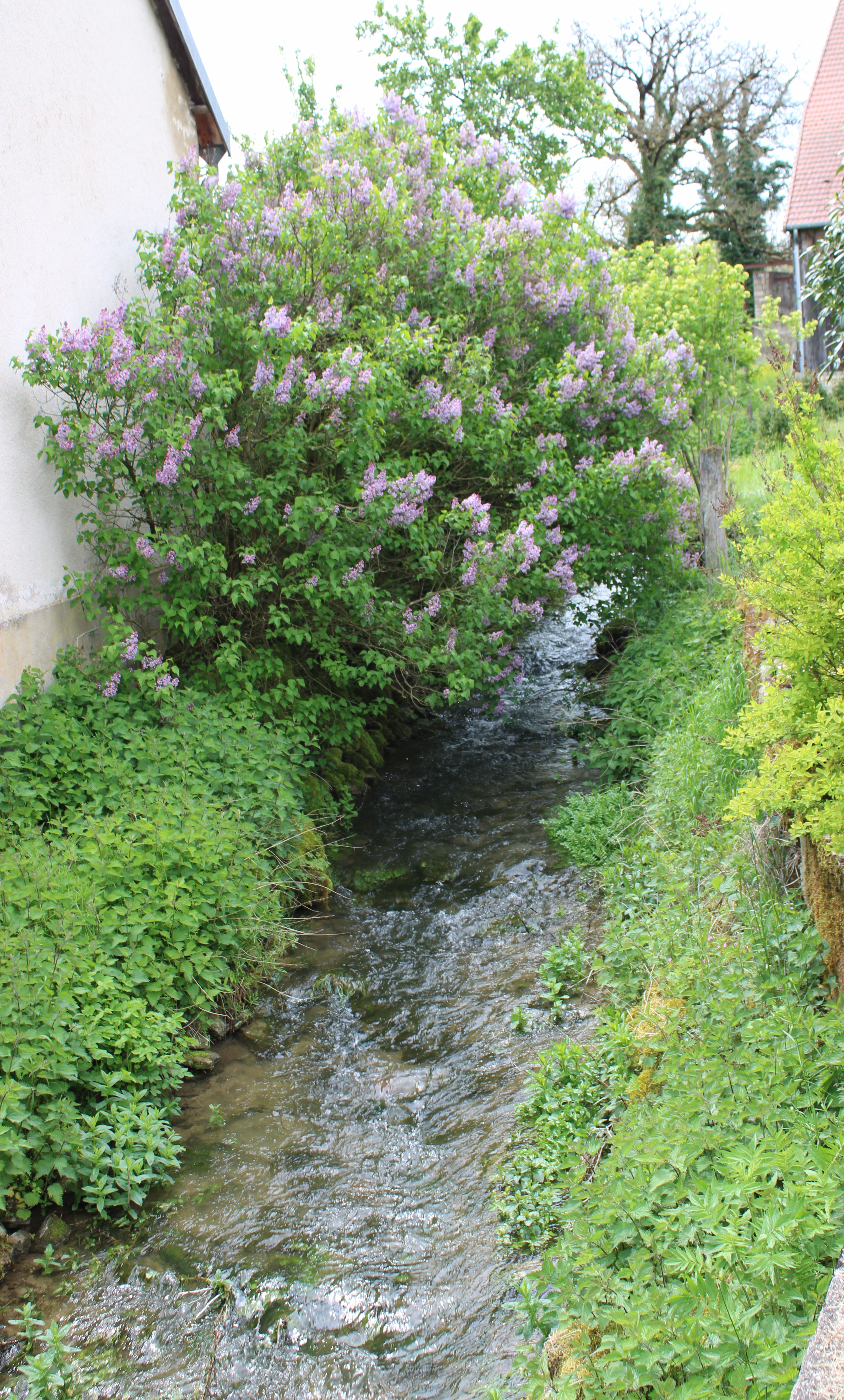
Le ruisseau d'Aujeurres.